# Бурбр
Бурбр (фр. Bourbre) је река у Француској. Дуга је 72 km. Улива се у Рону. 